# اتحاد كمبوديا لكرة القدم
تأسس اتحاد كمبوديا لكرة القدم (بالخميرية: សហព័ន្ធកីឡាបាល់ទាត់កម្ពុជា)‏ في عام 1933، وانضم إلى الاتحاد الدولي لكرة القدم في 1953، ثم انضم إلى الاتحاد الآسيوي لكرة القدم في عام 1957.